# Isabella van Brazilië

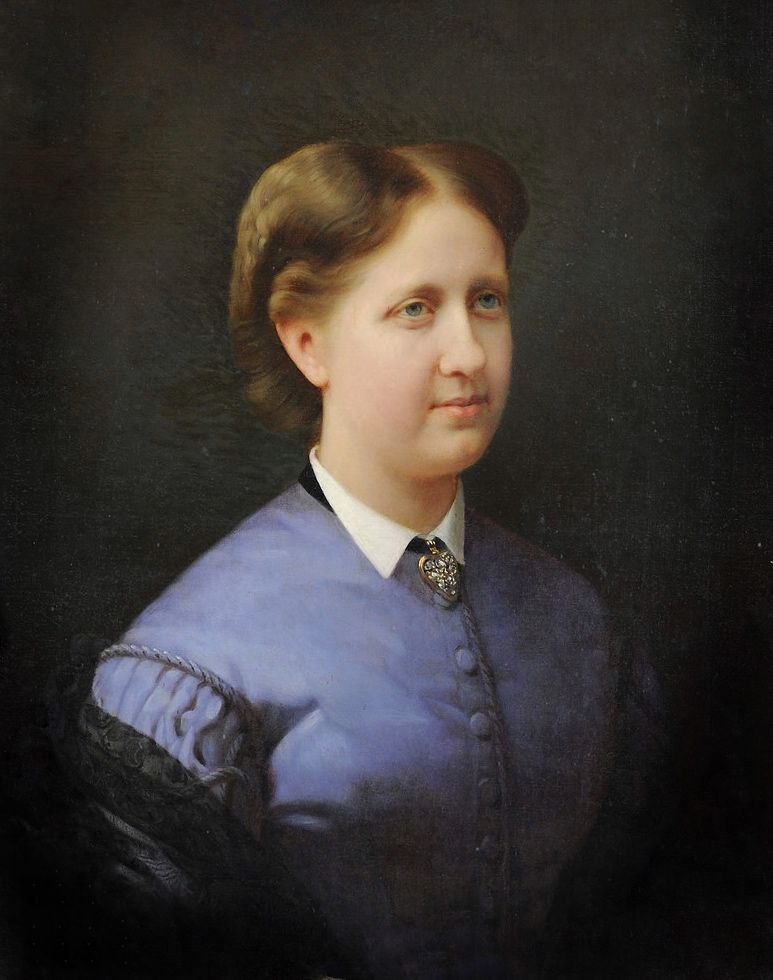
Kroonprinses Isabella van Brazilië
(1868), Édouard Viénot, Museu Imperial (Petrópolis)

Isabella Christina Leopoldina Augusta Michaela Gabriela Rafaela Gonzaga van Orléans-Bragança (geboren van Bragança-Bourbon-Sicilië) (Rio de Janeiro (Brazilië), 29 juli 1846 - Château d'Eu, Eu (Frankrijk), 14 november 1921) (Portugees: Dona Isabel do Brasil), was de kroonprinses van het Braziliaanse Rijk. Als titel droeg ze: keizerlijk prinses en tijdens de laatste jaren van haar vaders regering was ze ook bekend als de prinses-regentes. Nadat de monarchie in Brazilië was afgeschaft, werd ze het hoofd van de Braziliaanse keizerlijke familie en titulaire keizerin van Brazilië.
Ze regeerde drie maal als regentes van Brazilië, toen haar vader niet aanwezig was in het land. In de Braziliaanse geschiedenis staat Isabella bekend als de eerste vrouwelijke leider in het postkolonialistische tijdperk. In 1888 ondertekende Isabella de Lei Áurea, de 'Gouden Wet' die definitief een einde stelde aan de slavernij in het Braziliaanse Rijk. Voor haar vrome karakter en haar rol in de afschaffing van de slavernij in Brazilië werd ze door paus Leo XIII bekroond met de Gouden Roos. In 1889 werd haar vader, keizer Peter II, door het leger van de troon gestoten en werd er een einde gemaakt aan de Braziliaanse monarchie; dit belette haar de Braziliaanse troon te kunnen verwerven. Titulair keizerin Isabella stierf op 14 november 1921 in het kasteel van Eu in Frankrijk.

## Jeugd
Isabella werd geboren als eerste dochter van keizer Peter II van Brazilië (Dom Pedro) en keizerin Theresia van Bourbon-Sicilië (Dona Teresa), de jongste dochter van koning Frans I der Beide Siciliën. Isabella werd geboren op het Paço de São Cristóvão, Quinta da Boa Vista te Rio de Janeiro. Haar oudere broer, Alfonso, was al vóór haar geboorte gestorven, en haar jongere broer, Peter, zou eveneens op jonge leeftijd overlijden. Omdat het keizerlijk paar nu nog enkel maar dochters had, wees keizer Peter Isabella aan als zijn opvolgster en werd ze kroonprinses van Brazilië. Isabella kreeg daardoor de titels Princesa Imperial en prinses van Brazilië.

## Huwelijk
Isabella trouwde op 15 oktober 1864 met prins Lodewijk Filips Maria Ferdinand Gaston, prins van Orléans en graaf van Eu. Lodewijk Filips was de oudste zoon van prins Lodewijk van Orléans, de hertog van Nemours, die weer een zoon was van de Franse koning Lodewijk Filips I. Lodewijk Filips werd in Brazilië bekend als Prins Gastão d' Orléans.

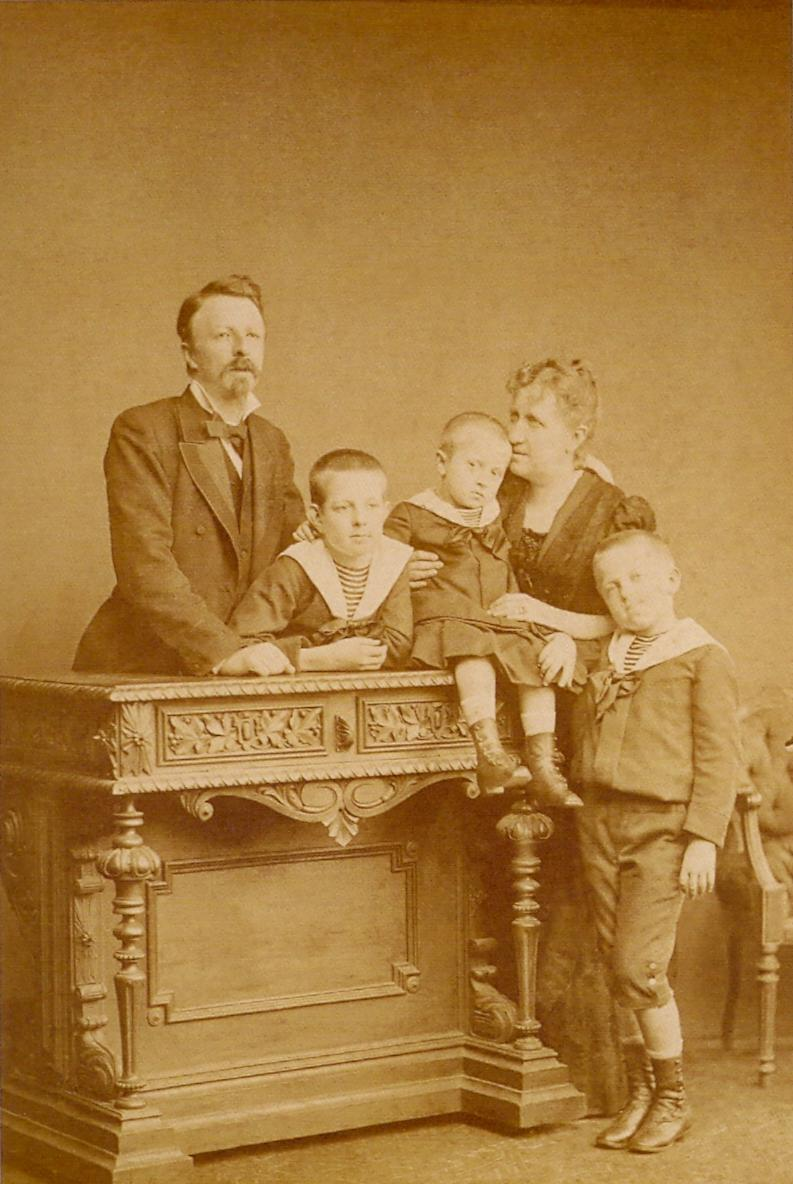
Prinses Isabella met haar man en hun zoons
Van links naar rechts: Gaston, Peter, Anton, Isabella en Lodewijk
(1885), Alberto Henschel

Isabella’s enige (jongere) zuster prinses Leopoldina van Brazilië trouwde op 25 december 1864 te Rio de Janeiro met prins Augustus van Saksen-Coburg-Gotha. Eigenlijk werd Augustus naar Brazilië gestuurd om met Isabella te trouwen en Gaston zou trouwen met Leopoldina, maar de prinsessen besloten om dat om te draaien. De keizer, zelf wetend van een ongelukkig huwelijk dat gearrangeerd was, stemde toe in de beslissing van de dames.
Isabella was, zolang haar jongere broertje Peter nog leefde, bekend als Hare Hoogheid met de officiële titel van prinses. Na de dood van Peter werd ze Hare Keizerlijke Hoogheid met de officiële titel van keizerlijke prinses. In de tijden dat haar vader buiten het land was, moest Isabella optreden als regentes van het Rijk. Isabella werd toen bekend als de keizerlijke prinses regentes. Maar in de volksmond stond ze bekend als prinses Isabella of als a Redentora (de Verlosser).

### Kinderen
Uit Isabella’s huwelijk met Gaston kwamen drie zonen en een dochter voort, de oudste zoon, die de naam droeg van de keizer, kreeg de titel prins van Grão-Pará:
- Lodewijka Victoria (Luísa Vitória) van Orléans-Bragança (28 juli 1874), doodgeboren
- Peter (Pedro) de Alcantara van Orléans-Bragança (15 oktober 1875 – 29 januari 1940), prins van Grão-Pará. Gehuwd met Elisabeth Dobrzensky de Dobrzenicz
- Lodewijk (Luís) van Orléans-Bragança (26 januari 1878 – 26 maart 1920), gehuwd met Maria Pia de Bourbon-der Beide Siciliën
- Anton (Antônio) van Orléans-Bragança (9 augustus 1881 – 29 november 1918), niet gehuwd

## Politieke rol

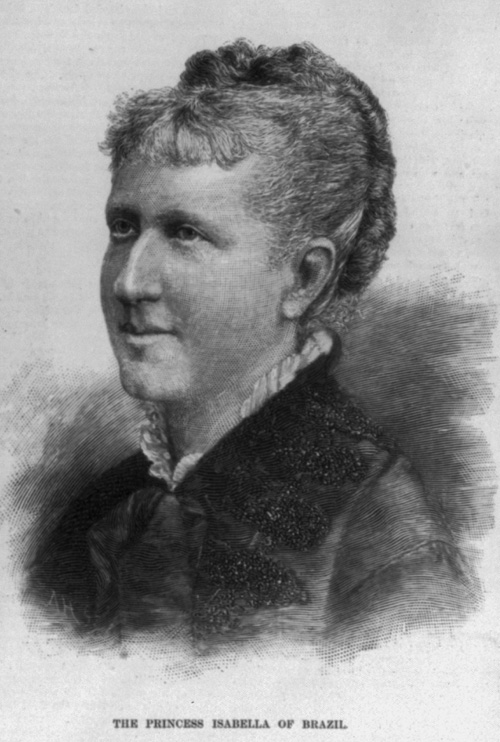
Prinses Isabella
(1889), Harper's weekly

Ook al dachten keizer Peter II en prinses-regentes Isabella een goede beslissing te treffen door de afschaffing van de slavernij, toch stootte dit op fel verzet van de conservatieve samenleving van Brazilië. Uiteindelijk kwam het leger in opstand tegen de keizer en werd Peter II op 15 november 1889 door een militaire staatsgreep afgezet. Dit gebeurde tot ieders verbazing, omdat keizer Peter II en vooral prinses Isabella erg populair waren bij het Braziliaanse volk. Toen de monarchie viel, gingen Isabella en haar familie in ballingschap te Frankrijk. 
Toen de afgezette keizer stierf op 5 december 1891 te Parijs, werd Isabella volgens de monarchisten de titulaire keizerin van Brazilië.
In 1908 wilde haar oudste zoon, prins Peter, de keizerlijke prins en prins van Grão-Pará, trouwen met een adellijke vrouw, maar Isabella ging niet akkoord, want ze vond dat de vrouw niet voldoende van adel was. Maar prins Peter wilde trouwen met de vrouw en deed afstand van zijn rechten op de keizerlijke troon. Vanaf dat moment was de tweede zoon van Isabella de nieuwe keizerlijke prins, prins Lodewijk (Luís). Lodewijk echter stierf nog vóór Isabella in 1920. Isabella stierf zelf op 14 november 1921 in Frankrijk.